# Casumo
Casumo یک شرکت خدمات کازینوی آنلاین و کتاب ورزشی مالتی است که شامل اسلات‌های ویدیویی، بازی‌های جک پات، کازینو زنده، بازی‌های رومیزی و شرط‌بندی است. دفتر مرکزی Casumo در مالت است و دفاتر دیگری در بارسلونا و جبل الطارق دارد. Casumo همچنین صاحب اپراتورهای کازینو آنلاین Dunder و  Kazoom Casino است.

## زمینه
کازومو مجوز فعالیت تجارت بازی از راه دور توسط اداره بازی مالت را دارد. در سال ۲۰۱۵، Casumo مجوز برای فعالیت در بریتانیا از کمیسیون قمار بریتانیا دریافت کرد. در نوامبر ۲۰۱۸، Casumo مجوز خود را در سوئد از رگولاتور سوئدی، Spelinspektionen دریافت کرد. در مارس ۲۰۱۸، کازومو با تامین‌کننده کتاب ورزشی Kambi قراردادی به توافق رساند تا یک محصول شرط‌بندی ورزشی را به مشتریان خود ارائه دهد. همچنین در اواخر سال ۲۰۱۹ بازار کتاب ورزشی خود را در بریتانیا افتتاح کرد. در آوریل ۲۰۱۹، Casumo مجوز ۵ ساله فعالیت در دانمارک را از مقامات قمار دانمارک دریافت کرد.

## تحریم‌های نظارتی
در ۱۰ مه ۲۰۱۸، کمیسیون قمار بریتانیا جریمه مالی بر اساس بخش ۱۲۱ قانون قمار به مبلغ ۵٬۸۵۰٬۰۰۰ پوند برای Casumo Services Limited اعمال کرد. این جریمه به دلیل نقض مقررات مبارزه با پولشویی و عدم رعایت مقررات مسئولیت اجتماعی است. دارنده مجوز این تصمیم را پذیرفته‌است.
در ۲ آوریل ۲۰۱۹، کاسومو بار دیگر توسط قانونگذار هلندی قمار Kansspelautoriteit (KSA) به مبلغ ۳۱۰٬۰۰۰ یورو برای هدف قرار دادن غیرقانونی مشتریان در هلند جریمه دیگری اعمال کرد.
در مارس ۲۰۲۱، کاسومو به دلیل عدم رعایت چندین بار عناصر کلیدی در مفاهیم اجتماعی و مالی حول صنعت، بار دیگر با جریمه ۷ میلیون یورویی از سوی کمیسیون قمار مواجه شد.